# مسجد إسكي (كوموتيني)

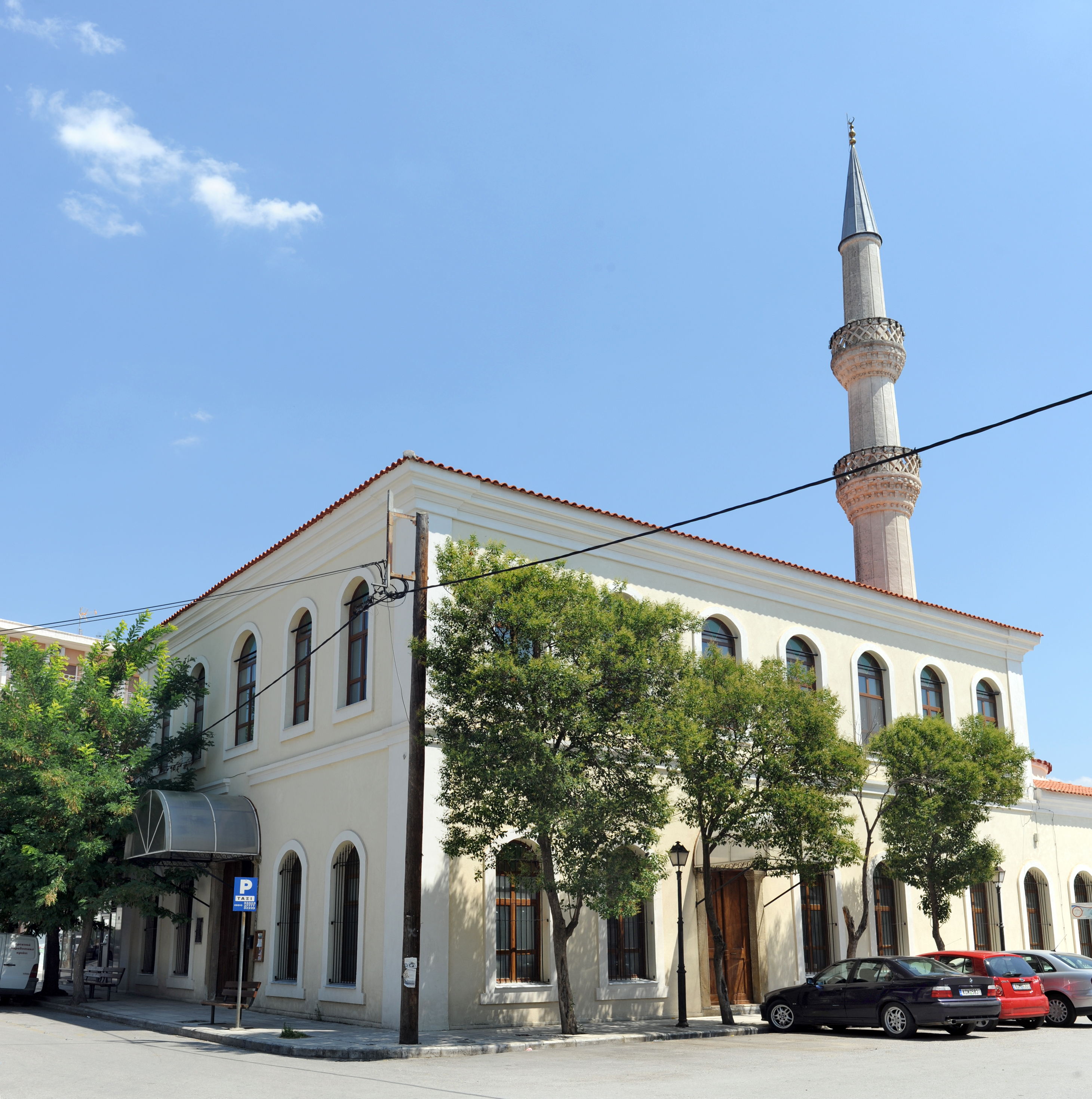
مسجد إسكي

مسجد إسكي (باليونانية: Εσκί Τζαμί) (بالتركية: Eski Camii) أي "المسجد القديم"، هو مسجد في مدينة كوموتيني في اليونان، يعود تاريخه إلى عام 1608 أو 1677/88 بناءً على نالنقوش. على الرغم من اسمه، تم بناء مسجد إسكي على اسم مسجد يني ("الجديد") عام 1585، لكن من المحتمل أن يكون هناك مسجد أصلي كان قائماً في ذلك المكان، يعود تاريخه إلى زمن الفتح العثماني للمنطقة تحت حكم إيفرينوس. وفقًا للسلم العثماني لعام 1892، كان المسجد يحتوي على نقش بلغة "غير عثمانية"، ومن ثم فمن المحتمل أن يكون المسجد قد تم بناؤه على موقع كنيسة بيزنطية سابقة.
وفي العقد الأول من القرن العشرين، حوّل البلغار المسجد إلى كنيسة؛ ودمروا جزءاً من المئذنة. أعيد المبنى إلى الأقلية المسلمة اليونانية في 1919-1920، تحت إدارة كوموتيني الفرنسية. بحلول ذلك الوقت، تم إعادة بناء المئذنة المهدمة والشرفتين الحاليتين.